# Niemiecka Pomoc Zimowa

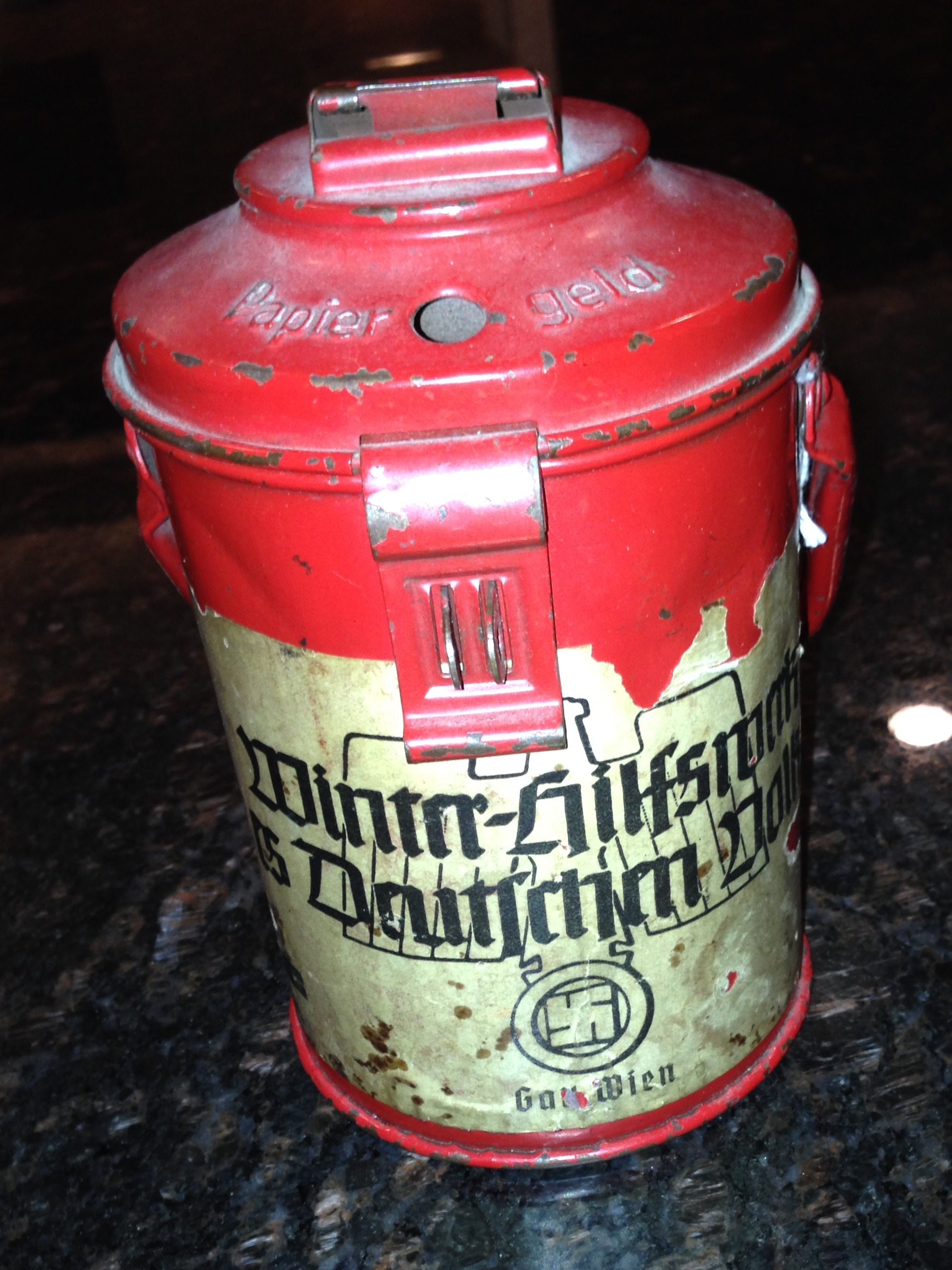
Puszka

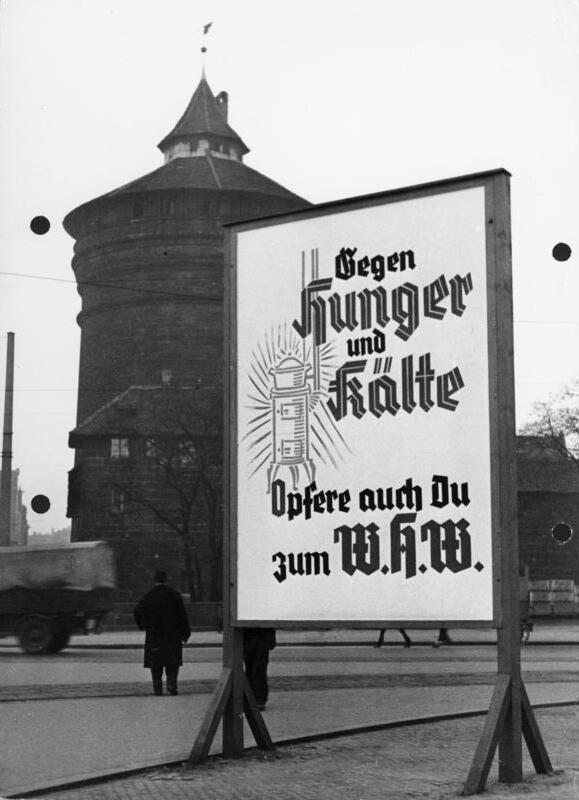
Plakat propagandowy zachęcający do wsparcia WHW

Niemiecka Pomoc Zimowa (niem.: Winterhilfswerk), pełna nazwa: Pomoc Zimowa dla Ludu Niemieckiego (niem. Winterhilfswerk des Deutschen Volkes), skrót: WHW) – coroczna zbiórka darowizn w nazistowskich Niemczech dokonywana przez Narodowosocjalistyczną Opiekę Ludową (niem. Nationalsozialistische Volkswohlfahrt) w celu pomocy w finansowaniu pracy charytatywnej. Darowizny na rzecz Pomocy Zimowej, które były z nazwy dobrowolne, ale de facto obowiązkowe dla obywateli niemieckich, zastąpiły finansowane z podatków instytucje opieki społecznej i uwolniły pieniądze na dozbrojenie. Ponadto pełniły propagandową rolę podkreślenia solidarności „Volksgemeinschaft” (wspólnoty rasowej).
Pierwsza ogólnoniemiecka zbiórka na tak zwaną „pomoc zimową” odbyła się w 1933 roku. Inicjatorem powstania zbiórki był Adolf Hitler, który również otworzył jej pierwszą akcję. Przywódca Rzeszy wydał wówczas zarządzenie, że „nikt nie może być głodny, nikt nie może zamarznąć”.
Od 1936 roku Winterhilfswerk, za sprawą ustawy uchwalonej 1 grudnia tegoż roku, stała się „Zimową pomocą dla narodu niemieckiego” i formalnie zostało powołane zarejestrowane stowarzyszenie, na czele którego stanął Minister Oświecenia Publicznego i Propagandy Rzeszy Joseph Goebbels.
Jednym z elementów akcji było kwestowanie młodzieży z Hitlerjugend w miejscach publicznych oraz akcja Eintopfessen, która polegała na spożyciu pojedynczego dania zamiast obfitego obiadu i przeznaczaniu zaoszczędzonej w ten sposób kwoty pieniędzy na Pomoc Zimową.
Podobna organizacja Auxilio de Invierno działała w Hiszpanii generała Franco.